# Javier Chimaldi
Javier Chimaldi Herrera (Nació en la Ciudad de México) es un actor mexicano. Su formación e instrucción actoral la realizó con Amalia García y Casto Eugenio Cruz. Radica desde hace veinte años en el puerto de Mazatlán, México.

## Biografía
En sus inicios...

## Trayectoria profesional
A lo largo de su carrera, ha participado en numerosas obras de teatro, así como en programas de televisión y películas.

### Teatro
Yo también hablo de la rosa

El escorial

Paraíso

Barrabás

Bandera negra

El animador

Los chupapiedras

Van Gogh

La fiera del Ajusco

Vuelve el pájaro a su nido

Lodo y armiño

### Televisión
Huracán

### Cine
Entre la tarde y la noche (2000)

Amor xtremo (2006)

Los Débiles (2017)

### Reconocimientos
A lo largo de su carrera, ha recibido múltiples reconocimientos por sus logros artísticos, entre ellos premios...